# 麹宝茂
麴 宝茂（きく ほうぼ、? - 560年、在位555年 - 560年）は、高昌国の王。麴玄喜の孫。
555年、西魏により田地郡公に封ぜられた。建昌と元号を立てた。